# Рогізненська сільська рада (Яворівський район)
Рогізненська сільська рада — колишній орган місцевого самоврядування у Яворівському районі Львівської області. Адміністративний центр — село Рогізно.

## Загальні відомості
Рогізненська сільська рада утворена в 1947 році. Територією ради протікає річка Щан.

## Населені пункти
Сільській раді підпорядковані населені пункти:
- с. Рогізно
- с. Дернаки
- с. Оселя
- с. Черчик

## Склад ради
Рада складається з 22 депутатів та голови.

### Керівний склад попередніх скликань
| ПІБ                      | Основні відомості                                                 | Дата обрання | Дата звільнення |
| ------------------------ | ----------------------------------------------------------------- | ------------ | --------------- |
| Близняк Ольга Степанівна | Сільський голова, 1967 року народження, позапартійна              | 26.03.2006   | 31.10.2010      |
| Близняк Ольга Степанівна | Сільський голова, 1962 року народження, освіта вища, позапартійна | 31.10.2010   |                 |

Примітка: таблиця складена за даними джерела